# Unione Sportiva Cremonese 1924-1925
Questa pagina raccoglie le informazioni riguardanti l'Unione Sportiva Cremonese nelle competizioni ufficiali della stagione 1924-1925.

## Stagione
Nella stagione 1924-1925 la Cremonese ha disputato il girone A del campionato di Lega Nord di Prima Divisione. Si è classificata in settima posizione con 22 punti. Allenata dal tecnico danubiano Eugen Payer detto Fernò, fratello del tecnico Imre Payer tecnico del Brescia, raccoglie nove vittorie, nove sconfitte e quattro pareggi. La squadra viene rinforzata dall'inserimento di un prodotto del vivaio giovanile, l'ala sinistra Mariano Tansini, che firma tre reti.  Mentre i migliori realizzatori sono la coppia formata da Ercole Bodini e Pietro Bonzio autori di 6 reti. Lo scudetto lo vince per la prima volta il Bologna. Il girone A è stato vinto dal Genoa con 30 punti, davanti al Modena secondo con 29 punti. Poi il Genoa è stato superato dal Bologna in cinque gare, delle quali tre di spareggio, nelle finali di Lega Nord, mentre nella doppia finale che assegnava lo scudetto, il Bologna ha superato nel doppio confronto l'Alba Roma.
Da questa stagione il Campo di gioco di Via Persico, che è stato inaugurato il 2 novembre 1919, viene intitolato al portiere cremonese Giovanni Zini, caduto nella prima guerra mondiale. La cerimonia di battesimo viene celebrata il 4 novembre 1924 ed è stata scoperta una targa dedicata a tutti i caduti dell'U.S. Cremonese nel corso della prima guerra mondiale, targa visibile tutt'oggi allo stadio.

## Rosa
| N. |                   | Ruolo | Calciatore          |
| -- | ----------------- | ----- | ------------------- |
|    | Italia (bandiera) | C     | Alberto Albertoni   |
|    | Italia (bandiera) | D     | Leonida Ardigò      |
|    | Italia (bandiera) | C     | Pietro Balestreri   |
|    | Italia (bandiera) | A     | Ercole Bodini       |
|    | Italia (bandiera) | D     | Giuseppe Bonizzoni  |
|    | Italia (bandiera) | C     | Pietro Bonzio       |
|    | Italia (bandiera) | C     | Luigi Cabrini       |
|    | Italia (bandiera) | C     | Cesare Cassanelli   |
|    | Italia (bandiera) | A     | Chiappa             |
|    | Italia (bandiera) | P     | Dario Compiani      |
|    | Italia (bandiera) | C     | Pietro Dalle Vedove |

| N. |                   | Ruolo | Calciatore          |
| -- | ----------------- | ----- | ------------------- |
|    | Italia (bandiera) | P     | Ugo Ferrazzi        |
|    | Italia (bandiera) | D     | Emilio Manfredi     |
|    | Italia (bandiera) | A     | Andrea Poli         |
|    | Italia (bandiera) | C     | Giovanni Puerari    |
|    | Italia (bandiera) | C     | Giuseppe Puerari    |
|    | Italia (bandiera) | D     | Attilio Ravani      |
|    | Italia (bandiera) | D     | Ottorino Ravani     |
|    | Italia (bandiera) | C     | Vittorio Staccione  |
|    | Italia (bandiera) | D     | Secondo Talamazzini |
|    | Italia (bandiera) | A     | Mariano Tansini     |
|    | Italia (bandiera) | A     | Alessandro Zini     |

## Risultati

### Prima Divisione

#### Girone di andata
| Arbitro: | U. Milano (Alessandria) |

|                                         |           |  |
| De Vecchi 33’, 75’ Moruzzi 38’ Neri 81’ | Marcatori |  |

| Arbitro: | Sani (Ferrara) |

|  |           |               |
|  | Marcatori | 44’ D. Martin |

| Arbitro: | Fontana (Bologna) |

|                                         |           |  |
| Scotti 43’ (rig.) A. Artigiani 51’, 84’ | Marcatori |  |

| Arbitro: | P. Barlassina (Novara) |

|              |           |            |
| Albertoni 4’ | Marcatori | 15’ Romano |

| Arbitro: | Bortoletti (Venezia) |

|                                               |           |  |
| E. Bodini 16’ O. Ravani 72’ (rig.) Bonzio 82’ | Marcatori |  |

| Arbitro: | Girelli (Verona) |

|                     |           |                              |
| Levratto 14’ (rig.) | Marcatori | 60’ (aut.) Carra 75’ Tansini |

| La Spezia 30 novembre 1924 7ª giornata | Spezia          | 0 – 0 | Cremonese | Stadio Alberto Picco\| Arbitro: \| Essinger (Pisa) \| |
| Arbitro:                               | Essinger (Pisa) |       |           |                                                       |

| Arbitro: | Zanini (Vicenza) |

|                                 |           |  |
| E. Bodini 3’, 87’ O. Ravani 84’ | Marcatori |  |

| Arbitro: | Alfieri (Bologna) |

|               |           |               |
| E. Bodini 42’ | Marcatori | 87’ Lanfritto |

| Arbitro: | Bellandi (Milano) |

|                                             |           |  |
| Gabba 21’ F. Lamon 39’ Caligaris 67’ (rig.) | Marcatori |  |

| Arbitro: | Minoli (Torino) |

|               |           |  |
| E. Bodini 24’ | Marcatori |  |

#### Girone di ritorno
| Arbitro: | Bellini (Padova) |

|                    |           |  |
| G. Puerari 2’, 75’ | Marcatori |  |

| Arbitro: | Sessa (Milano) |

|           |           |  |
| Calvi 41’ | Marcatori |  |

| Arbitro: | G.Crivelli (Milano) |

|                  |           |  |
| Delle Vedove 72’ | Marcatori |  |

| Arbitro: | Vagge (Genova) |

|                                  |           |            |
| Romano 10’ Powolny 57’, 70’, 80’ | Marcatori | 75’ Bonzio |

| Arbitro: | Turbiani (Ferrara) |

|                                                                       |           |  |
| E. Frisoni 21’ Giuliani 50’ Bissolotti 56’ Gerardini 86’ V. Rizzi 89’ | Marcatori |  |

| Arbitro: | Mancini (Milano) |

|                           |           |                              |
| G. Puerari 13’ Bonzio 38’ | Marcatori | 56’ E. Chiecchi 65’ Levratto |

| Arbitro: | Sani (Ferrara) |

|                                                                           |           |  |
| E. Bodini 25’ Bonzio 54’ Albertoni 66’ 69’ Tansini 77’ Semelli 83’ (aut.) | Marcatori |  |

| Arbitro: | Enrietti (Torino) |

|  |           |                |
|  | Marcatori | 86’ G. Puerari |

| Arbitro: | Bortoletti (Venezia) |

|                                          |           |                 |
| Lanfritto 10’, 41’ Moretti 18’ Conti 88’ | Marcatori | 20’, 26’ Bonzio |

| Arbitro: | Germani (Padova) |

|                           |           |               |
| Tansini 44’ Albertoni 71’ | Marcatori | 35’ Caligaris |

| Arbitro: | Sessa (Milano) |

|                       |           |  |
| Vezzani 29’, 56’, 59’ | Marcatori |  |